# Yelena Radiónova
Yelena Ígorevna Radiónova (en ruso: Елена Игоревна Радионова, Moscú, 6 de enero de 1999) es una patinadora artística sobre hielo rusa retirada, medallista de plata en la final del Grand Prix de 2014/15, bronce en la final del Grand Prix de 2015/16, campeona de Rusia en 2015, subcampeona de Europa en 2015 y en 2016 y medallista de bronce en el Campeonato Mundial de 2015. Compitiendo como júnior, ganó el Campeonato Mundial dos años seguidos — de 2013 y de 2014, la final del Grand Prix de 2012/13 y el nacional ruso de 2013.

## Vida personal
Nació en enero de 1999 en Moscú, Rusia. Es hija única, le gusta escribir, bailar y cantar. Su padre la animó a practicar patinaje artístico sobre hielo, su primera entrenadora fue Inna Goncharenko.

## Carrera

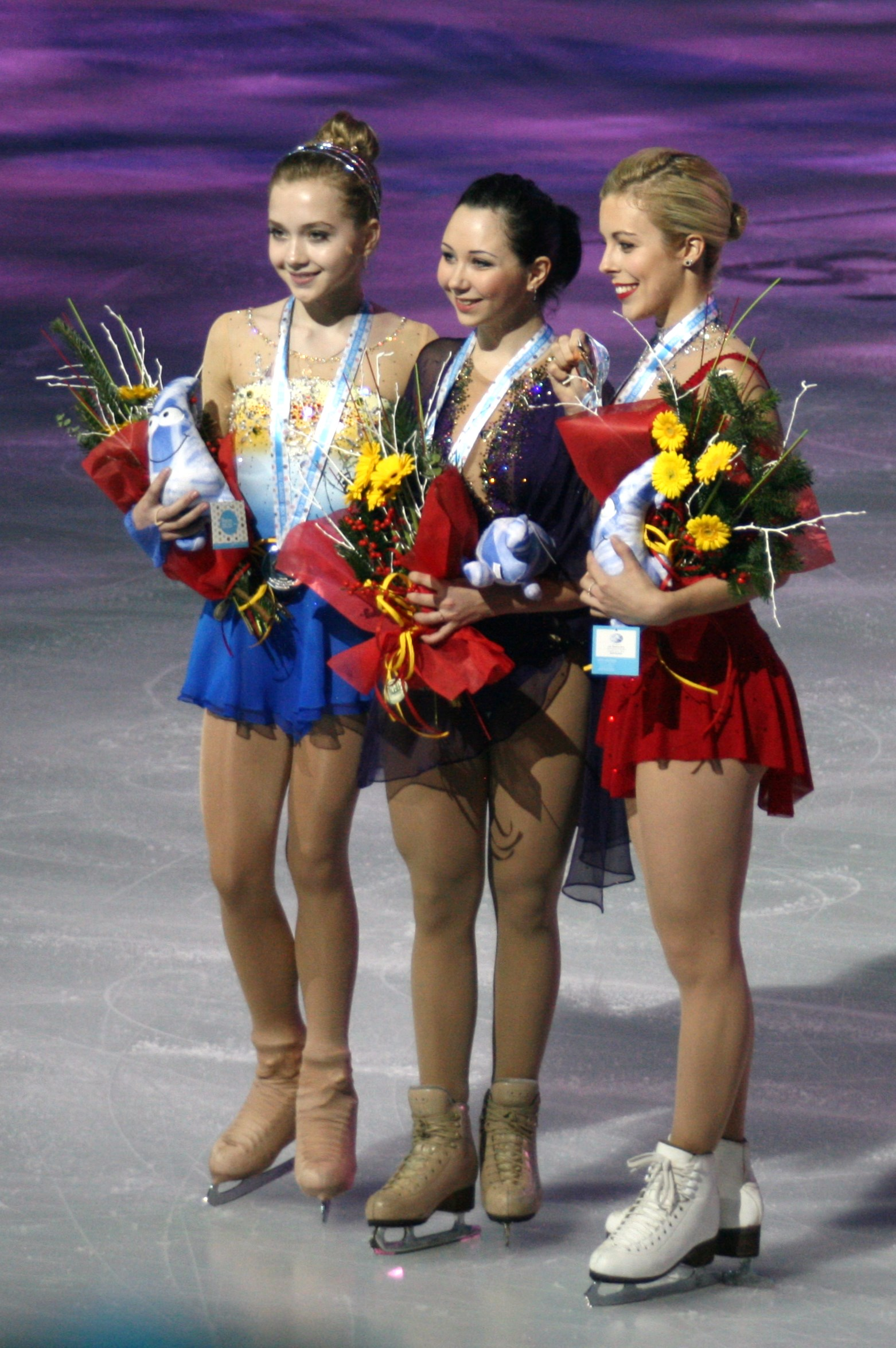
Las rusas Radionova, Tuktamysheva y la americana Ashley Wagner en la final del Grand Prix en 2014.

El debut júnior de Radionova fue en la temporada 2012-2013. Ganó los eventos de Francia y Austria, calificando a la final del Grand Prix Júnior en Sochi donde ganó el oro. En el Campeonato de Rusia de 2013 ganó la medalla de plata. 
Su debut internacional en la categoría sénior fue en el Trofeo Nebelhorn de 2013, donde ganó el oro.
El Skate América de 2013 fue el primer evento de Grand Prix de la patinadora como sénior. Ganó la medalla de bronce y en el Trofeo NHK 2013 ganó la plata. Los resultados de estas competencias le otorgaron la clasificación a la final del Grand Prix en Fukuoka, donde quedó en cuarto lugar. 
En el Campeonato de Rusia de 2013 ganó la medalla de plata. Su debut internacional en la categoría sénior fue en el Trofeo Nebelhorn de 2013, donde ganó el oro.
En el Campeonato de Rusia de 2014 ganó la medalla de bronce tras quedar en tercer lugar en sus programas corto y libre. Fue asignada al Campeonato del Mundo Júnior de 2014 a pesar de estar herida. En el Abierto de Japón de 2014 quedó en primer lugar y ayudó a su equipo a ganar la medalla de oro. Participó en los eventos del Grand Prix Skate América y el Trofeo Éric Bompard en 2014, quedó en segundo lugar y la medalla de oro respectivamente.
Los resultados le ayudaron a clasificar a la final del Grand Prix de 2014-2015, ganó la medalla de plata. Ganó el Campeonato de Rusia de 2015 tras quedar en primer lugar en ambos programas, fue su primer título nacional. Por problemas de salud la patinadora dejó el evento del Trofeo de Finlandia en 2015, compitió en la Copa de China del mismo año y obtuvo el tercer lugar, detrás de las japonesas Mao Asada y Rika Hongo. En la Copa Rostelecom de 2015 ganó la medalla de oro. Logró la clasificación a la final del Grand Prix de 2015-2016 que se celebró en Barcelona. Ganó la medalla de bronce con un segundo lugar en su programa corto y logrando un cuarto lugar en el programa libre, tuvo una caída y problemas en sus saltos.

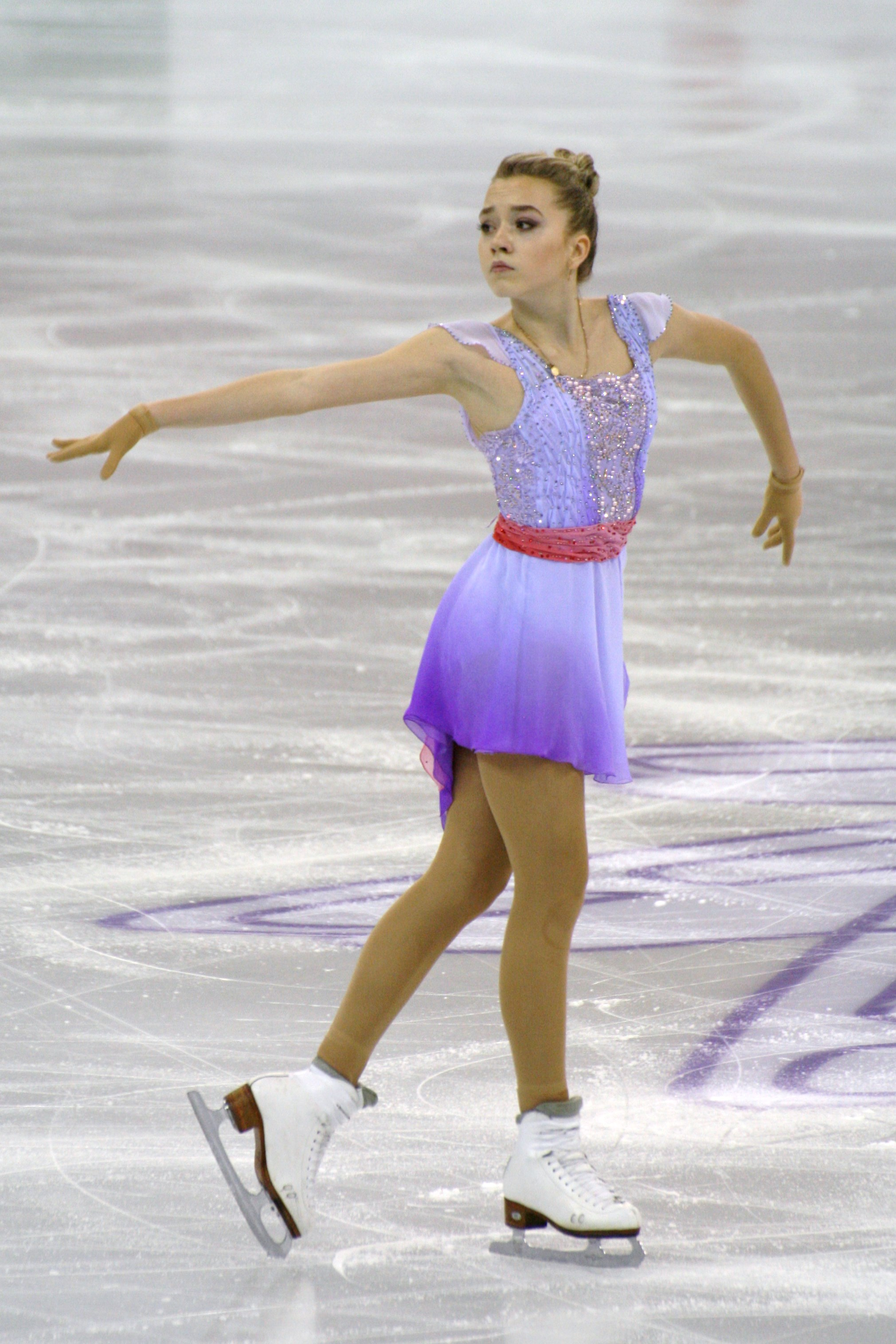
Radionova en la final del Grand Prix en 2015.

En el Campeonato Europeo de 2016 en Eslovaquia ganó la plata, durante el Campeonato del Mundo celebrado en Boston terminó en sexto lugar. Asignada a la Copa Rostelecom del Grand Prix de 2016-2017, Radionova ganó la medalla de plata. En la Copa de China de 2016 ganó el oro con un total de 205.90 puntos, clasificando a su cuarta final de Grand Prix. En abril de 2017 la patinadora hizo un cambio de entrenadora, antes entrenada por Inna Goncharenko, pasó a ser alumna de Elena Buianova.

### Programas
|           | Programa corto                                                                 | Programa libre                                                 | Exhibición                                         |
| --------- | ------------------------------------------------------------------------------ | -------------------------------------------------------------- | -------------------------------------------------- |
| 2018-2019 | You Know I'm No Good de Amy Winehouse (Coreografía de Peter Tchernyshev)       | Cinema Paradiso de Ennio Morricone                             |                                                    |
| 2017-2018 | It Ain't Necessarily So de George Gershwin (Coreografía de Shae-Lynn Bourne)   | Historia de un Amor de Carlos Eleta Almarán                    | It Doesn't Hurt de Katie Thompson                  |
| 2016-2017 | It Ain't Necessarily So de George Gershwin (Coreografía de Shae-Lynn Bourne)   | Nessun Dorma de Sarah Brightman (Coreografía de Nadia Kanaeva) | Crazy In Love de Beyoncé (Coreografía de Misha Ge) |
| 2015-2016 | Je t'aime de Lara Fabian (Coreografía de Nikolai Morozov)                      | My Heart Will Go On de Celine Dion                             | I Will Always Love You de Whitney Houston          |
| 2014-2015 | De mi vera te fuistes de Pepe Romero                                           | Concierto de piano Núm. 3 de Serguéi Rajmáninov                | I Will Always Love You de Whitney Houston          |
| 2013-2014 | Nero de Two Steps from Hell (Coreografía de Ilia Averbukh, Elena Maslennikova) | Frida (Coreografía de Ilia Averbukh, Elena Maslennikova)       | Zombie Dance (Coreografía de Elena Maslennikova)   |
| 2012-2013 | Carmenita Lounging de Claude Challe                                            | The Country of Deaf de Alexei Aygi                             | Rolling in the Deep de Adele                       |
| 2011-2012 | Carmenita Lounging de Claude Challe                                            | Pulmón de Bajofondo                                            | Nostalgia de Igor Butman                           |

### Resultados nivel sénior
- Las mejores marcas personales aparecen en negrita
- WD= competición abandonada

| Temporada 2018-2019                |                                 |                |                |              |
| Fecha                              | Evento                          | Programa corto | Programa libre | Total        |
| 9-11 de noviembre de 2018          | Trofeo NHK 2018                 | WD             | WD             | WD           |
| 19–21 de octubre de 2018           | Skate America 2018              | WD             | WD             | WD           |
| Temporada 2017-2018                |                                 |                |                |              |
| Fecha                              | Evento                          | Programa corto | Programa libre | Total        |
| 21–24 de diciembre de 2017         | Campeonato de Rusia de 2018     | 13 66.16       | 9 130.62       | 10 196.78    |
| 24–26 de noviembre de 2017         | Trofeo ISU Shanghai 2017        | –              | 1 131.06       | 1 131.06     |
| 3–5 de noviembre de 2017           | Copa de China 2017              | 3 70.48        | 4 136.34       | 3 206.82     |
| 20–22 de octubre de 2017           | Copa Rostelecom 2017            | 5 68.75        | 4 126.77       | 4 195.52     |
| 21–23 de septiembre de 2017        | Trofeo CS Ondrej Nepela de 2017 | 3 64.42        | 4 117.79       | 3 182.21     |
| Temporada 2016-2017                |                                 |                |                |              |
| Fecha                              | Evento                          | Programa corto | Programa libre | Total        |
| 20–23 de abril de 2017             | Trofeo por equipos 2017         | 2 72.21        | 5 137.08       | 2T/5P 209.29 |
| 1–5 de febrero de 2017             | Universiada de invierno de 2017 | 1 69.02        | 1 127.59       | 1 196.61     |
| 20–26 de diciembre de 2016         | Campeonato de Rusia de 2017     | 5 70.19        | 5 139.05       | 5 209.24     |
| 8–11 de diciembre de 2016          | Final del Grand Prix 2016-2017  | 5 68.98        | 6 119.83       | 6 188.81     |
| 18–20 de noviembre de 2016         | Copa de China 2017              | 2 70.75        | 1 135.15       | 1 205.90     |
| 4–6 de noviembre de 2016           | Copa Rostelecom 2016            | 2 71.93        | 2 123.67       | 2 195.60     |
| Temporada 2015-2016                |                                 |                |                |              |
| Fecha                              | Evento                          | Programa corto | Programa libre | Total        |
| 22–24 de abril de 2016             | Torneo por equipos de 2016      | 7 61.36        | 5 133.31       | 2            |
| 28 de marzo – 3 de abril de 2016   | Campeonato del Mundo 2016       | 5 71.70        | 5 138.11       | 6 209.81     |
| 26–31 de enero de 2016             | Campeonato de Europa de 2016    | 2 70.96        | 2 139.03       | 2 209.99     |
| 24–27 de diciembre de 2015         | Campeonato de Rusia de 2016     | 2 76.69        | 2 145.88       | 2 222.57     |
| 10-13 de diciembre de 2015         | Final del Grand Prix 2015-2016  | 2 69.43        | 4 131.70       | 3 201.13     |
| 20–22 de noviembre de 2015         | Copa Rostelecom 2015            | 1 71.79        | 2 139.53       | 1 211.32     |
| 6–8 de noviembre de 2015           | Copa de China 2015              | 6 58.51        | 2 125.77       | 3 184.28     |
| Temporada 2014-2015                |                                 |                |                |              |
| Fecha                              | Evento                          | Programa corto | Programa libre | Total        |
| 15-19 de abril de 2015             | Trofeo por equipos de 2015      | 3 68.77        | 2 129.73       | 2 198.50     |
| 23–29 de marzo de 2015             | Campeonato del Mundo 2015       | 2 69.51        | 6 121.96       | 3 191.47     |
| 26 de enero – 1 de febrero de 2015 | Campeonato de Europa de 2015    | 1 70.46        | 2 139.08       | 2 209.54     |
| 24–28 de diciembre de 2014         | Campeonato de Rusia de 2015     | 1 74.13        | 1 143.32       | 1 217.45     |
| 11–14 de diciembre de 2014         | Final del Grand Prix 2014-2015  | 3 63.89        | 2 134.85       | 2 198.74     |
| 21–23 de noviembre de 2014         | Trofeo Éric Bompard de 2014     | 1 67.28        | 1 136.64       | 1 203.92     |
| 24–26 de octubre de 2014           | Skate America de 2014           | 2 65.57        | 1 129.90       | 1 195.47     |
| 2–4 de octubre de 2014             | Abierto de Japón de 2014        | –              | 1 136.46       | 1            |
| Temporada 2013-2014                |                                 |                |                |              |
| Fecha                              | Evento                          | Programa corto | Programa libre | Total        |
| 25–26 de diciembre de 2013         | Campeonato de Rusia de 2014     | 3 67.76        | 3 134.25       | 3 202.01     |
| 5–8 de diciembre de 2013           | Final del Grand Prix 2013-2014  | 5 64.38        | 4 118.64       | 4 183.02     |
| 8–10 de diciembre de 2013          | Trofeo NHK 2013                 | 3 62.83        | 2 128.98       | 2 191.81     |
| 19–20 de diciembre de 2013         | Skate America de 2013           | 3 67.01        | 4 116.94       | 3 183.95     |
| 26–28 de septiembre de 2013        | Trofeo Nebelhorn de 2013        | 1 64.69        | 1 123.52       | 1 188.21     |